# 毛叶异木患
毛叶异木患（学名：Allophylus trichophyllus）为无患子科异木患属下的一个种。

## 扩展阅读
- 維基物種上的相關：毛叶异木患